# Сан-Жуан-да-Серра (Пиауи)
Сан-Жуан-да-Серра (порт. São João da Serra) — муниципалитет в Бразилии, входит в штат Пиауи. Составная часть мезорегиона Северо-центральная часть штата Пиауи. Входит в экономико-статистический микрорегион Кампу-Майор. Население составляет 6157 человек на 2010 год. Занимает площадь 1006,500 км². Плотность населения — 6,12 чел./км².

## Демография
Согласно сведениям, собранным в ходе переписи 2010 г. Национальным институтом географии и статистики (IBGE), население муниципалитета составляет:
| Полное население                               | Полное население                               | Полное население                               | Полное население                               | 6157  |
| ---------------------------------------------- | ---------------------------------------------- | ---------------------------------------------- | ---------------------------------------------- | ----- |
| в том числе:                                   | Городское население                            | 3447                                           | Процент городского населения, %                | 55,99 |
|                                                | Сельское население                             | 2710                                           | Процент сельского населения, %                 | 44,01 |
|                                                | Мужское население                              | 3012                                           | Процент мужского населения, %                  | 48,92 |
|                                                | Женское население                              | 3145                                           | Процент женского населения, %                  | 51,08 |
| Плотность населения, чел/км²                   | Плотность населения, чел/км²                   | Плотность населения, чел/км²                   | Плотность населения, чел/км²                   | 6,12  |
| Население муниципалитета в % к населению штата | Население муниципалитета в % к населению штата | Население муниципалитета в % к населению штата | Население муниципалитета в % к населению штата | 0,20  |

По данным оценки 2016 года, население муниципалитета — 6081 житель.

## Статистика
- Валовой внутренний продукт на 2003 год составляет 10 242 143,00 реалов (данные: Бразильский институт географии и статистики).
- Валовой внутренний продукт на душу населения на 2003 год составляет 1592,87 реалов (данные: Бразильский институт географии и статистики).
- Индекс развития человеческого потенциала на 2000 год составляет 0,549 (данные: Программа развития ООН).